# Lorenzo Musetti
Lorenzo Musetti (* 3. března 2002 Carrara) je italský profesionální tenista, bronzový medailista z pařížské olympiády 2024. Ve své dosavadní kariéře na okruhu ATP Tour vyhrál dva singlové turnaje. Na challengerech ATP a okruhu ITF získal čtyři tituly ve dvouhře.
Na žebříčku ATP byl ve dvouhře nejvýše klasifikován v červnu 2025 na 6. místě a ve čtyřhře v dubnu 2024 na 142. místě. Trénuje ho Simone Tartarini.
V italském daviscupovém týmu debutoval v roce 2021 turínskou základní skupinou finále proti Spojeným státům americkým. V utkání prohrál s Fabiem Fogninim čtyřhru proti Ramovi a Sockovi. Italové přesto zvítězili 2:1 na zápasy. V letech 2023 a 2024 se stal součástí vítězného výběru, který pro Itálii získal druhou a třetí „salátovou mísu“. Do září 2025 v soutěži nastoupil k deseti mezistátním utkáním s bilancí 2–5 ve dvouhře a 1–2 ve čtyřhře.
Itálii reprezentoval na odložených Letních olympijských hrách 2020 v Tokiu, kde v mužské dvouhře na úvod podlehl Australanovi Johnu Millmanovi. Do mužské čtyřhry zasáhl s Lorenzem Sonegem. Ve druhém kole nestačili na pozdější olympijské šampiony Nikolu Mektiće s Matem Pavićem až v závěrečném supertiebreaku. Zúčastnil se také pařížských Her XXXIII. olympiády. Ve dvouhře vybojoval druhou italskou olympijskou medaili z tenisu. Spolu s Lucianem Darderim dohráli v prvním kole čtyřhry.

## Tenisová kariéra
Na juniorských grandslamových turnajích zaznamenal dvě finálové účasti, první na US Open 2018, kde nestačil na Brazilce Thiaga Seybothe Wilda, podruhé na následujícím Australian Open 2019, kde ze zkrácené hře rozhodujícího setu zdolal poměrem 14–12 Američana Emilia Navau po odvrácené mečbolu. Stal se historicky prvním Italem, který ovládl australský juniorský grandslam. V červnu 2019 pak figuroval na 1. příčce juniorském kombinovaném žebříčku ITF.
V hlavní soutěži na okruhu ATP Tour debutoval únorovým Dubai Tennis Championships 2020, kde zvládl dvoukolovou kvalifikaci, aby ho v prvním kole hlavní soutěže vyřadil 14. hráč světa Andrej Rubljov. Poprvé na sebe výrazněji upozornil během Rome Masters 2020, netradičně hraném v zářijovém termínu. Po třech výhrách v kvalifikaci, do které mu pořadatelé udělili divokou kartu, v prvním kole nečekaně přehrál sedmnáctého hráče světa Stana Wawrinku, což představovalo jeho vůbec první výhru v hlavní soutěži na této úrovni. V prvním setu Švýcarovi nadělil „kanára“. Ve druhém kolena jeho raketě dohrál i 35. hráč světa Kei Nišikori, než jej v osmifinále zastavil Němec Dominik Koepfer. Formu potvrdil následujíc týden na challengeru v italském Forli, kde získal první titul z turnajů této kategorie. Cestou turnajem porazil čtyři hráče z první světové stovky. Mezi čtyři nejlepší hráče v turnaji pořádaném na okruhu se probojoval v říjnu 2020 na sardinském Forte Village Sardegna Open. V boji i finále vzdal zápas pozdějšímu vítězi turnaje Djeremu.
Během turnaje v Acapulku z kategorie ATP Tour 500 v březnu 2021 zaznamenal první výhru nad hráčem první světové desítky, kdy v prvním kole porazil světovou devítku Diega Schwartzmana.  Ve čtvrtfinále pak přehrál světovou šestnáctku Grigora Dimitrova a z pozice kvalifikanta postoupil do svého největšího finále. I přes porážku od světové pětky Tsitsipase se díky bodovému zisku v novém vydání žebříčku poprvé posunul do první stovky. Hlavní soutěž grandslamu si premiérově zahrál na French Open 2021, kde v úvodním kole vyřadil belgickou turnajovou třináctku Davida Goffina. Mezi poslední šestnáctkou nevyužil vedení 2–0 na sety proti světové jedničce Novaku Djokovićovi a za nepříznivého stavu v páté sadě duel skrečoval pro bolestivé tříslo.
Druhou trofej si odvezl z říjnového Tennis Napoli Cupu 2022, kde do finále postoupil přes Srba Miomira Kecmanoviće. V něm pak zdolal krajana, a světovou šestnáctku Mattea Berrettiniho. Stal se tak devátým hráčem probíhající sezóny, jenž získal trofej bez ztráty setu. 
Do semifinále i finále Mastersu poprvé postoupil na antukovém Monte-Carlo Rolex Masters 2025, když ve čtvrtfinále a semifinále vyřadil dva členy elitní světové desítky. Obhájce titulu, osmého v pořadí Stefanose Tsitsipase, porazil až v šestém vzájemném utkání. Poté zvládl duel s desátým mužem klasifikace Alexem de Minaurem. Přestože v souboji o monackou trofej proti světové trojce Carlosi Alcarazovi vyhrál úvodní sadu, v dalším průběhu získal jen jeden game. Ve třetí sadě jej v pohybu limitovala zraněná pravá dolní končetina. Se Španělem tak prohrál čtvrtý z pěti zápasů. Bodový zisk jej v polovině dubna 2025 premiérově posunul na  11. příčku žebříčku. Navazující Mutua Madrid Open znamenal semifinálovou účast. Do závěrečného klání jej však nepustil pátý muž klasifikace Jack Draper, s nímž prohrál i počtvrté. Již čtvrtfinálovou výhrou nad de Minaurem si zajistil debut v první světové desítce. Po skončení tak 5. května 2025 figuroval na 9. místě a stal se šestým Italem v Top 10 od zavedení žebříčku v roce 1973. I na antuce Internazionali BNL d'Italia postoupil mezi poslední čtyřku, když vyřadil světovou dvojku Alexandra Zvereva. Jako jediný hráč probíhající sezóny si tak zahrál na všech třech antukových Mastersech minimálně semifinále. Na začátku French Open, v závěru května 2025, mu poprvé patřila 7. pozice. Do pařížské dvouhry vstoupil vítězstvím nad kvalifikantem Yannickem Hanfmannem. Od olympijského bronzu v témže pařížském areálu ze srpna 2024 činila jeho bilance antukových zápasů 23–5.

## Zápasy o olympijské medaile

### Mužská dvouhra: 1 (1 bronz)
| Stav  | rok  | místo konání   | povrch | soupeř                | výsledek      |
| ----- | ---- | -------------- | ------ | --------------------- | ------------- |
| Bronz | 2024 | Paříž, Francie | antuka | Félix Auger-Aliassime | 6–4, 1–6, 6–3 |

## Finále na okruhu ATP Tour
| Legenda                       |                          |
| D – dvouhra; Č – čtyřhra      | D – dvouhra; Č – čtyřhra |
| ----------------------------- | ------------------------ |
| Grand Slam (0)                |                          |
| Turnaj mistrů (0)             |                          |
| ATP Tour Masters 1000 (0–1 D) |                          |
| ATP Tour 500 (1–1 D)          |                          |
| ATP Tour 250 (1–2 D; 0–1 Č)   |                          |

### Dvouhra: 6 (2–4)
| Stav      | č. | datum         | turnaj                     | kategorie    | povrch | soupeř ve finále    | výsledek           |
| --------- | -- | ------------- | -------------------------- | ------------ | ------ | ------------------- | ------------------ |
| Vítěz     | 1. | červenec 2022 | Hamburk, Německo           | ATP 500      | antuka | Carlos Alcaraz      | 6–4, 6–7(6–8), 6–4 |
| Vítěz     | 1. | říjen 2022    | Neapol, Itálie             | ATP 250      | tvrdý  | Matteo Berrettini   | 7–6(7–5), 6–2      |
| Finalista | 1. | červen 2024   | Londýn, Spojené království | ATP 500      | tráva  | Tommy Paul          | 1–6, 6–7(8–10)     |
| Finalista | 2. | červenec 2024 | Umag, Chorvatsko           | ATP 250      | antuka | Francisco Cerúndolo | 6–2, 4–6, 6–7(5–7) |
| Finalista | 3. | září 2024     | Čcheng-tu, Čína            | ATP 250      | tvrdý  | Šang Ťün-čcheng     | 6–7(4–7), 1–6      |
| Finalista | 4. | duben 2025    | Monte-Carlo, Monako        | Masters 1000 | antuka | Carlos Alcaraz      | 6–3, 1–6, 0–6      |

### Čtyřhra: 1 (0–1)
| Stav      | č. | datum     | turnaj       | kategorie | povrch | spoluhráč      | soupeři ve finále          | výsledek              |
| --------- | -- | --------- | ------------ | --------- | ------ | -------------- | -------------------------- | --------------------- |
| Finalista | 1. | únor 2024 | Dauhá, Katar | ATP 250   | tvrdý  | Lorenzo Sonego | Jamie Murray Michael Venus | 6–7(0–7), 6–2, [8–10] |

## Finále na challengerech ATP a okruhu ITF
| Legenda                  |
| ------------------------ |
| Challengery (2–2 D; 0 Č) |
| ITF (2–0 D; 0 Č)         |

### Dvouhra: 6 (4–2)
| Stav      | č. | datum      | turnaj           | okruh             | povrch    | soupeř ve finále   | výsledek           |
| --------- | -- | ---------- | ---------------- | ----------------- | --------- | ------------------ | ------------------ |
| Vítěz     | 1. | říjen 2018 | Antalya, Turecko | World Tennis Tour | antuka    | Fabian Marozsan    | 7–5, 6–2           |
| Vítěz     | 2. | říjen 2018 | Antalya, Turecko | World Tennis Tour | anruka    | Ronald Slobodčikov | 6–4, 6–1           |
| Vítěz     | 1. | září 2020  | Forlì, Itálie    | Challenger        | antuka    | Thiago Monteiro    | 7–6(7–2), 7–6(7–5) |
| Finalista | 1. | leden 2021 | Antalya, Turecko | Challenger        | antuka    | Jaume Munar        | 7–6(9–7), 2–6, 2–6 |
| Finalista | 2. | únor 2021  | Biella, Itálie   | Challenger        | tvrdý (h) | Kwon Sun-u         | 2–6, 3–6           |
| Vítěz     | 2. | leden 2022 | Forlì, Itálie    | Challenger        | antuka    | Francesco Passaro  | 2–6, 6–3, 6–2      |

## Finále soutěží družstev: 2 (2–0)
| Výsledek | č. | datum a místo konání                                                                   | spoluhráči                                                      | soupeři                                                                 | skóre |
| -------- | -- | -------------------------------------------------------------------------------------- | --------------------------------------------------------------- | ----------------------------------------------------------------------- | ----- |
| Vítěz    | 1. | Davis Cup 2023 26. listopadu 2023 Malaga, Španělsko tvrdý (hala), Martin Carpena Arena | Jannik Sinner Matteo Arnaldi Lorenzo Sonego Simone Bolelli      | Austrálie                                                               | 2–0   |
| Vítěz    | 1. | Davis Cup 2023 26. listopadu 2023 Malaga, Španělsko tvrdý (hala), Martin Carpena Arena | Jannik Sinner Matteo Arnaldi Lorenzo Sonego Simone Bolelli      | Alex de Minaur Jordan Thompson Alexei Popyrin Max Purcell Matthew Ebden | 2–0   |
| Vítěz    | 2. | Davis Cup 2024 24. listopadu 2024 Malaga, Španělsko tvrdý (hala), Martin Carpena Arena | Jannik Sinner Matteo Berrettini Andrea Vavassori Simone Bolelli | Nizozemsko                                                              | 2–0   |
| Vítěz    | 2. | Davis Cup 2024 24. listopadu 2024 Malaga, Španělsko tvrdý (hala), Martin Carpena Arena | Jannik Sinner Matteo Berrettini Andrea Vavassori Simone Bolelli | Tallon Griekspoor Botic van de Zandschulp Jesper de Jong Wesley Koolhof | 2–0   |

## Finále na juniorském Grand Slamu

### Dvouhra juniorů: 2 (1–1)
| Stav       | rok  | turnaj          | povrch | soupeř ve finále    | výsledek             |
| ---------- | ---- | --------------- | ------ | ------------------- | -------------------- |
| Finalistka | 2018 | US Open         | tvrdý  | Thiago Seyboth Wild | 1–6, 6–2, 2–6        |
| Vítěz      | 2019 | Australian Open | tvrdý  | Emilio Nava         | 4–6, 6–2, 7–6(14–12) |

## Chronologie výsledků na Grand Slamu

### Dvouhra
| Turnaj          | 2019 | 2020 | 2021    | 2022    | 2023    | 2024    | 2025    | SR     | V–P   |
| --------------- | ---- | ---- | ------- | ------- | ------- | ------- | ------- | ------ | ----- |
| Australian Open | A    | 3Q   | 2Q      | 1. kolo | 1. kolo | 2. kolo | 3. kolo | 0 / 4  | 3–4   |
| French Open     | A    | A    | 4. kolo | 1. kolo | 4. kolo | 3. kolo | SF      | 0 / 5  | 13–5  |
| Wimbledon       | A    | NH   | 1. kolo | 1. kolo | 3. kolo | SF      | 1. kolo | 0 / 5  | 7–5   |
| US Open         | A    | A    | 2. kolo | 3. kolo | 1. kolo | 3. kolo |         | 0 / 4  | 5–4   |
| výhry–prohry    | 0–0  | 0–0  | 4–3     | 2–4     | 5–4     | 10–4    | 7–3     | 0 / 18 | 28–18 |

| Legenda | Legenda                                   | Legenda | Legenda                     |
| ------- | ----------------------------------------- | ------- | --------------------------- |
| SR      | poměr vyhraných turnajů ku všem odehraným | W–L V–P | výhry–prohry                |
| NH      | daný rok se turnaj nekonal                | A       | turnaje se hráč nezúčastnil |
| 1Q / LQ | prohra v (kole) kvalifikace               | 1k / 1R | prohra v daném kole turnaje |
| QF / ČF | prohra ve čtvrtfinále                     | SF      | prohra v semifinále         |
| F       | prohra ve finále                          | Vítěz   | vítězství v turnaji         |

## Vítězství nad hráči Top 10
Přehled
| Sezóna    | 2021 | 2022 | 2023 | 2024 | 2025 | Celkem |
| --------- | ---- | ---- | ---- | ---- | ---- | ------ |
| Vítězství | 1    | 3    | 1    | 3    | 5    | 13     |

Vítězství
| Č.                                     | hráč                  | ATP | turnaj                                   | povrch    | fáze        | skóre              | LM   |
| -------------------------------------- | --------------------- | --- | ---------------------------------------- | --------- | ----------- | ------------------ | ---- |
| 2021                                   |                       |     |                                          |           |             |                    |      |
| 1.                                     | Diego Schwartzman     | 9.  | Acapulco, Mexiko                         | tvrdý     | 1. kolo     | 6–3, 2–6, 6–4      | 120. |
| 2022                                   |                       |     |                                          |           |             |                    |      |
| 2.                                     | Félix Auger-Aliassime | 9.  | Monte-Carlo, Monako                      | antuka    | 2. kolo     | 6–2, 7–6(7–2)      | 83.  |
| 3.                                     | Carlos Alcaraz        | 5.  | Hamburk, Německo                         | antuka    | finále      | 6–4, 6–7(6–8), 6–4 | 51.  |
| 4.                                     | Casper Ruud           | 4.  | Paříž, Francie                           | tvrdý (h) | 3. kolo     | 4–6, 6–4, 6–4      | 23.  |
| 2023                                   |                       |     |                                          |           |             |                    |      |
| 5.                                     | Novak Djoković        | 1.  | Monte-Carlo, Monako                      | antuka    | 3. kolo     | 4–6, 7–5, 6–4      | 21.  |
| 2024                                   |                       |     |                                          |           |             |                    |      |
| 6.                                     | Alex de Minaur        | 7.  | Queen's Club, Londýn, Spojené království | tráva     | 1. kolo     | 1–6, 6–4, 6–2      | 30.  |
| 7.                                     | Alexander Zverev      | 4.  | Olympijské hry – Paříž, Francie          | antuka    | čtvrtfinále | 7–5, 7–5           | 16.  |
| 8.                                     | Alexander Zverev      | 3.  | Vídeň, Rakousko                          | tvrdý (h) | čtvrtfinále | 2–6, 7–6(7–5), 6–4 | 17.  |
| 2025                                   |                       |     |                                          |           |             |                    |      |
| 9.                                     | Stefanos Tsitsipas    | 8.  | Monte-Carlo, Monako                      | antuka    | čtvrtfinále | 1–6, 6–3, 6–4      | 16.  |
| 10.                                    | Alex de Minaur        | 10. | Monte-Carlo, Monako                      | antuka    | semifinále  | 1–6, 6–4, 7–6(7–4) | 16.  |
| 11.                                    | Alex de Minaur        | 7.  | Madrid, Španělsko                        | antuka    | 4. kolo     | 6–4, 6–2           | 11.  |
| 12.                                    | Alexander Zverev      | 2.  | Řím, Itálie                              | antuka    | čtvrtfinále | 7–6(7–1), 6–4      | 9.   |
| 13.                                    | Holger Rune           | 10. | French Open, Paříž, Francie              | antuka    | 4. kolo     | 7–5, 3–6, 6–3, 6–2 | 7.   |
| výhra nad úřadující světovou jedničkou |                       |     |                                          |           |             |                    |      |